# Estadio Olímpico Horácio Domingos de Sousa
El Estadio Municipal Olímpico Horácio Domingos de Sousa, o Estadio Domingão, se localiza en la ciudad de Horizonte, en el interior del estado brasileño del Ceará, Brasil. 

## Nombre
El nombre del estadio es un homenaje al agricultor y pecuarista Horácio Domingo de Sousa, líder político que luchó por la emancipación del municipio y fue uno de los fundadores del Horizonte Futebol Clube. El estadio cuenta con buenas instalaciones como gradas, cabina de prensa, pista de atletismo, vestuarios, cuartos de baño, aparcamiento y otras cosas. El estadio tiene capacidad para 10.500 personas.